# Козченко Владислав Ігорович
Владисла́в І́горович Ко́зченко (нар. 10 квітня 1997 — 6 березня 2018) — молодший сержант Збройних сил України, учасник російсько-української війни.

## Життєпис
Народився 1997 року в місті Полтава. Захоплювався тайським боксом, з 2013 по 2016 рік займався у клубі юних десантників «Гвардія» в Полтаві, у Центрі виживання та спецпідготовки «SEAL» — здійснив 16 стрибків з парашутом, мріяв про службу в десантних військах. Захоплювався підводним полюванням, зимовою риболовлею, туризмом. По закінченні 9 класів гімназії навчався в аграрно-економічному коледжі Полтавської аграрно-економічної академії — за фахом юриста. Боровся з браконьєрами — сітки витягував, обривав або спалював, випускав рибу, ламав електровудки.
Зимою 2014 року неподалік Полтави, у Побиванці, був на блок-посту — з-поміж добровольців, стояли майже без зброї. Їздив у зону боїв і там був місяць чи півтора: здійснювали охорону. У червні 2016-го вступив на військову службу за контрактом; після 3-х місяців в 199-му НЦ ВДВ його хотіли залишити інструктором, але він вирушив на фронт. Молодший сержант, стрілець-снайпер 1-го десантно-штурмового взводу 2-ї десантно-штурмової роти 95-ї бригади.
6 березня 2018 року загинув ранньої ночі внаслідок обстрілу в промзоні міста Авдіївка — від осколкового проникаючого поранення у шию, що несумісне з життям.
10 березня 2018-го похований на Алеї Героїв центрального кладовища Полтави.
Без Владислава лишилися мама, брат, у Києві — наречена Марія.

## Нагороди та вшанування
- указом Президента України № 239/2018 від 23 серпня 2018 року «за особисту мужність і самовіддані дії, виявлені у захисті державного суверенітету та територіальної цілісності України, зразкового виконання військового обов'язку» — нагороджений орденом «За мужність» III ступеня посмертно[1]